# チャチューンサオ県

チャチューンサオ県
จังหวัดฉะเชิงเทรา

- この項目は英語版を元に作成されています。

チャチューンサオ県（チャチューンサオけん、タイ語: จังหวัดฉะเชิงเทรา）はタイ王国・中部の県（チャンワット）の一つである。プラーチーンブリー県、サケーオ県、チャンタブリー県、チョンブリー県、サムットプラーカーン県、バンコク都、パトゥムターニー県、ナコーンナーヨック県と接する。

## 地理
チャチューンサオ西部にはバーンパコン川によって形成された低地が広がり稲作が盛んである。一方で東部は西部よりも丘のような地形が広がっており、その平均的海抜は100メートルとなっている。なお県の一部はわずかながらタイランド湾に接している。

## 県章

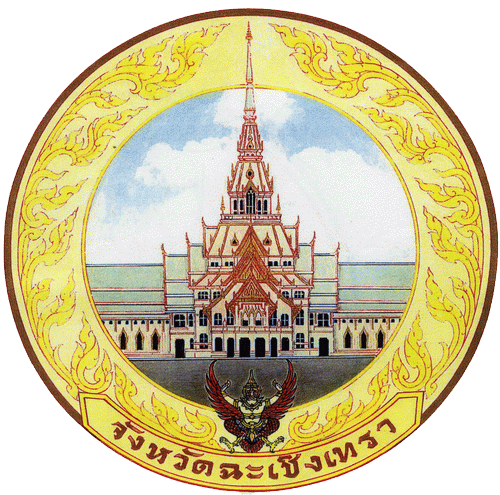
県章

県章は、ルワンポー・プッタソートーンと呼ばれる仏が安置された、ワット・スントーンワララームウォーラウィハーンの本堂がデザインされている。
県木はアラーンの木（Peltophorum dasyrachis）。この木は現国王プーミポンの即位50周年を記念し、シリキット王妃の手よって2000年にこの県に植えられたものである。県花は、コウエンボク（Peltophorum pterocarpum）である。

## 隣接する県
- サムットプラーカーン県
- バンコク
- パトゥムターニー県
- ナコーンナーヨック県
- プラーチーンブリー県
- サケーオ県
- チャンタブリー県
- チョンブリー県

## 行政区
チャチューンサオ県は11の郡（アンプー）に分かれその下位に、93の町（タンボン）と、859の村（ムーバーン）がある。
郡
1. ムアンチャチューンサオ郡
2. バーンクラー郡
3. バーンナムプリアオ郡
4. バーンパコン郡
5. バーンポー郡
6. パノムサーラカーム郡
7. ラーチャサーン郡
8. サナームチャイケート郡
9. プレーンヤーオ郡
10. タータキアップ郡
11. クローンクアン郡